# Thony La Cruz
Thony La Cruz (San Francisco, Estado Zulia; 11 de febrero de 1994) es un futbolista venezolano. Se desempeña en la posición de segundo delantero o mediapunta y su actual equipo es el Zulia Fútbol Club de la Primera División de Venezuela.

## Trayectoria
Hijo de Argelia Aguiar y de José La Cruz. Cursó en sus estudios primarios en la Unidad Educativa Víctor Padilla y la secundaria en el Colegio José Pío Tamayo. Su madre y su primo fueron quienes lo llevaron por primera vez a un entrenamiento de fútbol, en la Escuela Divino Niño donde jugó desde el año 2003 hasta el 2007. De ahí pasó al conjunto Fe y Alegría, donde disputó el Mundialito sub-14 en Maracaibo. Formó parte de la Selección del Zulia en la edades de sub-15, sub-16 y sub-18. Jugó las interregionales sub-17 con la Universidad del Zulia, y con el Unión Atlético Maracaibo el torneo nacional sub-18. Asistió a las pruebas de la sub-18 con el Zulia Fútbol Club y logró quedar en el equipo de dicha categoría.

### Zulia Fútbol Club
Después de tener destacadas participaciones en la categoría sub-18 del Zulia, Alex García, el director técnico del equipo petrolero, le informa que será ascendido al primer equipo para la temporada 2012-2013. Debuta en Primera División en la jornada inicial contra el Atlético Venezuela el 12 de agosto de 2012 , después de entrar en el minuto 71 por Manuel Arteaga. En este partido, Thony, quien debutó con el dorsal 4, provoca en la fracción 81 una falta en el borde del área, que será finalizada en gol por Roberto Carlos Bolívar. El siguiente partido contra el Monagas Sport Club lo juega como titular y participa los 70 minutos. Thony ha jugado en casi todos los partidos del Zulia, debido a la regla sub-20 impuesta por la Federación Venezolana de Fútbol que consiste en la obligación de colocar un jugador menor de 20 años en cancha. El 26 de octubre fue convocado para el módulo de entrenamiento en Maracaibo de la Selección de fútbol sub-20 de Venezuela en preparación del Campeonato Sudamericano de Fútbol Sub-20 de 2013.

## Estadísticas
Actualizado el 29 de octubre de 2012
| Club  | Temporada       | Liga     | Liga  | Copa     | Copa  | Continental | Continental | Total    | Total |
| Club  | Temporada       | Partidos | Goles | Partidos | Goles | Partidos    | Goles       | Partidos | Goles |
| ----- | --------------- | -------- | ----- | -------- | ----- | ----------- | ----------- | -------- | ----- |
| Zulia | 2012–13         | 9        | 0     | 1        | 0     | 0           | 0           | 10       | 0     |
| Zulia | Carrera totales | 9        | 0     | 1        | 0     | 0           | 0           | 10       | 0     |